# Aircrack-ng
Aircrack-ng is een softwarepakket dat gebruikt wordt voor de beveiliging van draadloze Wi-Fi netwerken. Het kan draadloze netwerken detecteren en afluisteren, onder meer door WEP- en WPA-sleutels te kraken en het kan gebruikt worden voor aanvallen op deze netwerken, zowel voor legitieme doeleinden als voor pogingen van computerkrakers om op deze netwerken in te breken.
Het programma werkt op diverse besturingssystemen, waaronder varianten van Windows en Linux. Ook voor de iPhone is een versie ontwikkeld, die zich nog in een beginstadium bevindt. Het softwarepakket bestaat uit verschillende losse programma's, waarvan het belangrijkste programma zelf ook aircrack-ng heet, maar zonder hoofdletter geschreven.

## Geschiedenis
Als project is Aircrack-ng een aftakking van het oorspronkelijke Aircrackproject. Door de overeenkomst in naam met het oorspronkelijke project wordt Aircrack-ng zelf veelal Aircrack genoemd.

## Installatie
De installatie van Aircrack-ng is relatief eenvoudig. Aircrack-ng werkt met alle draadloze netwerkinterfaces die ruwe monitoring mode ondersteunen. Deze netwerkinterfaces kunnen van verschillende types zijn, zoals USB, PCI en PCMCIA.

## Functies
Een van de programma's die men doorgaans als eerste zal gebruiken van dit softwarepakket, is airodump-ng. Met dit programma kan informatie over draadloze netwerken worden ingewonnen, op basis waarvan controles kunnen plaatsvinden van de kwetsbaarheid ervan, of aanvallen ingezet kunnen worden.
Voor het kraken van WEP- en WPA-sleutels heeft Aircrack-ng een implementatie van twee verschillende typen aanvallen: de FMS-aanval en de KoReK-aanval. In de praktijk is de KoReK-aanval efficiënter dan de FMS-aanval. Bij WPA-sleutels kan aircrack-ng een woordenlijstaanval uitvoeren.

## Eigenschappen
Het softwarepakket van aircrack-ng bestaat uit de volgende programma's:
| Naam           | Beschrijving                                                                                         |
| -------------- | --- |
| aircrack-ng    | Kraakt sleutels van WEP en WPA                                                                       |
| airdecap-ng    | Ontcijfert bestanden die zijn opgeslagen met WEP- of WPA-versleuteling, waarbij de sleutel bekend is |
| airmon-ng      | Stelt verschillende soorten kaarten in afluistermodus in                                             |
| aireplay-ng    | Kan netwerkpakketten injecteren                                                                      |
| airodump-ng    | Kan informatie over draadloze netwerken inwinnen door ze af te luisteren                             |
| airtun-ng      | Kan een virtuele tunnel opzetten                                                                     |
| airolib-ng     | Houdt ESSID en wachtwoordlijsten bij en bewaart deze                                                 |
| packetforge-ng | Maakte geëncrypteerde pakketten aan die geïnjecteerd kunnen worden                                   |
| Tools          | Hulpmiddelen die onder meer omzettingen van data kunnen doen en gegevens kunnen combineren.          |
| airbase-ng     | Programma waarmee clients kunnen worden aangevallen, in tegenstelling tot Access Points.             |
| airdecloak-ng  | Verwijdert WEP cloaking uit pcap-bestanden                                                           |
| airdriver-ng   | Hulpmiddelen die draadloze stuurprogramma's kunnen beheren                                           |
| airolib-ng     | Bewaart en beheert wachtwoordlijsten en ESSIDs en kan Pairwise Master Keys berekenen                 |
| airserv-ng     | Zorgt ervoor dat de draadloze kaart van andere computers gebruikt kan worden                         |
| buddy-ng       | Een hulpprogramma dat als server draait voor easside-ng, en dat op een andere computer draait        |
| easside-ng     | Gereedschap om met een access point te kunnen communiceren zonder WEP key te gebruiken               |
| tkiptun-ng     | Programma dat een aanval kan uitvoeren op WPA/TKIP                                                   |
| wesside-ng     | Automatisch hulpmiddel om een WEP-sleutel te achterhalen                                             |